# Anne Cyron

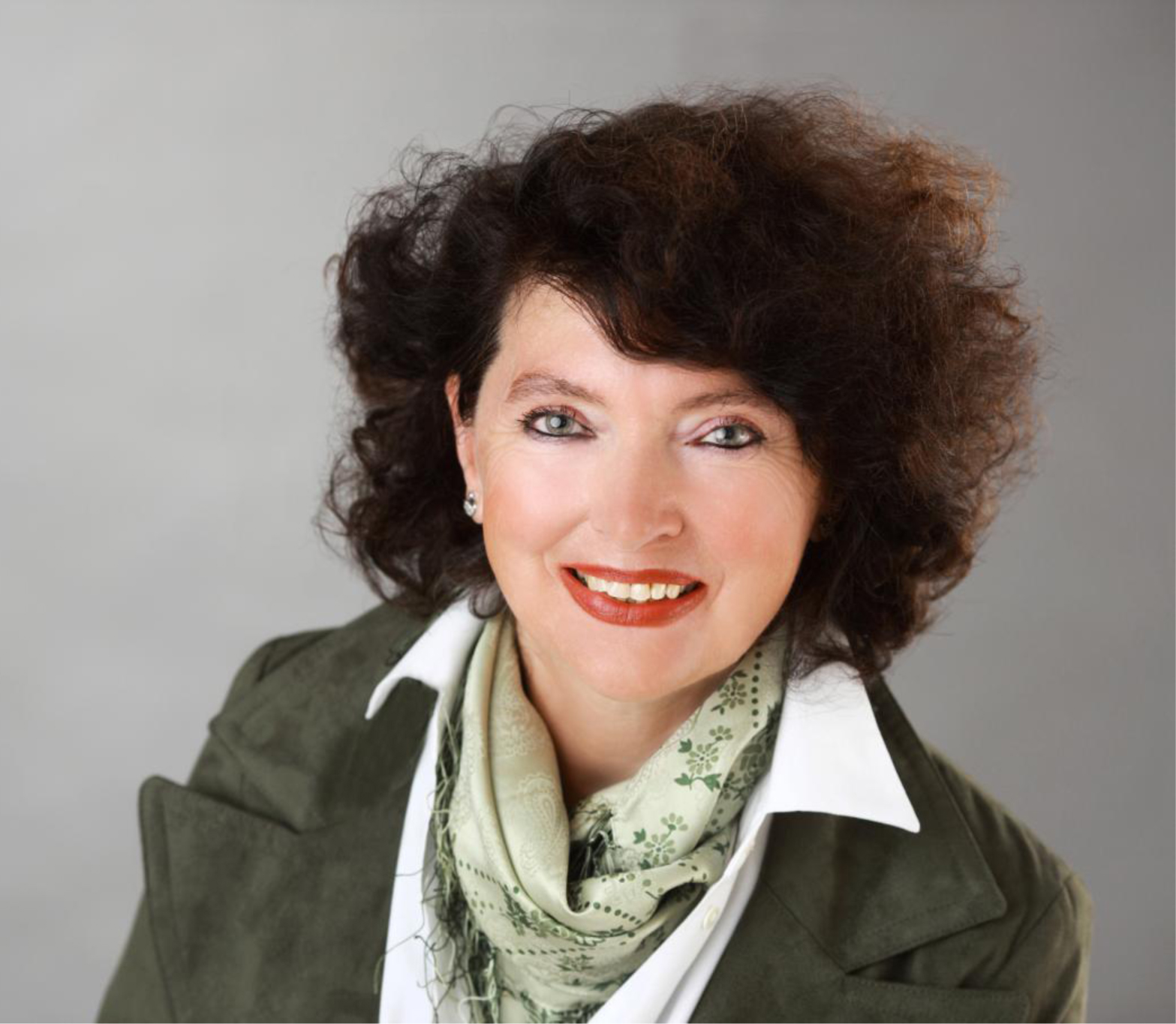
Anne Cyron (2019)

Anna Elisabeth „Anne“ Cyron (* 15. September 1955 in Oberaudorf) ist eine deutsche Politikerin der AfD. Von 2018 bis 2023 war sie Mitglied des Bayerischen Landtages.

## Leben
Nach abgeschlossener Ausbildung zur Industriekauffrau erwarb Cyron auf dem zweiten Bildungsweg die Fachhochschulreife und die Allgemeine Hochschulreife über das Begabtenabitur. Es erfolgte die Ausbildung zur Betriebswirtin und im Anschluss eine mehrere Jahrzehnte währende Tätigkeit in Buchhaltung und Steuerberatung, teilweise selbstständig.
Nach dem Erwerb des Diploms an der LMU München im Studiengang der Politikwissenschaften mit den Schwerpunkten Recht und Philosophie wurde Cyron im Fach politische Theorie an der Universität der Bundeswehr in Neubiberg promoviert. Es folgte eine langjährige Tätigkeit als freiberufliche Lehrerin an berufsbildenden Schulen (FOS/BOS/Wirtschaftsschule) in den Fächern Geschichte und Sozialkunde.
Cyron ist nach langjähriger Ehe verwitwet und hat zwei Kinder.
Nach dem Eintritt in die AfD wurde Cyron zur Kreisschatzmeisterin und zum Mitglied im Bezirksvorstand Oberbayern gewählt, ist derzeit Bezirksschatzmeisterin und arbeitet in der bayerischen AfD-Mitgliederverwaltung. Sie war Kreisvorsitzende im AfD-Kreisverband Oberbayern Süd. Sie war Mitglied der ÖDP und rückte nach dem Ausscheiden aus der Partei 2014 in den Stadtrat von Rosenheim nach.
Cyron war bei der Landtagswahl in Bayern 2018 Stimmkreiskandidatin auf Listenplatz 22 für Bad Tölz-Wolfratshausen und Garmisch-Partenkirchen und zog in den Bayerischen Landtag ein. Dort war sie familienpolitische Sprecherin der AfD-Fraktion und leitete den AfD-Arbeitskreis Bildung und Wissenschaft. Sie war Mitglied der Fachausschüsse Bildung und Soziales. Nach der Landtagswahl 2023 schied sie aus dem Landtag aus.
Cyron war Mitglied einer geschlossenen Telegram-Gruppe der Bayern-AfD mit dem Namen Alternative Nachrichtengruppe Bayern, der 16 der 18 bayerischen Landtags- und elf der zwölf Bundestagsabgeordneten angehörten. Laut Reportern, denen Material aus dieser Chatgruppe zugespielt wurde, verfasste Cyron dort am 4. Dezember 2020 den Beitrag „Denke, dass wir ohne Bürgerkrieg aus dieser Nummer nicht mehr rauskommen werden“. Politiker anderer Parteien reagierten auf die Veröffentlichung der Chats mit der Forderung nach einer Beobachtung der AfD durch den Verfassungsschutz. Am 7. Dezember 2021 bezeichnete Cyron in einer Pressekonferenz die mittlerweile gelöschte Gruppe als „Stammtisch-Chat“. Auf Fragen der Journalisten reagierte sie nicht.